# Drensteinfurt
Drensteinfurt is een stad en gemeente in de Duitse deelstaat Noordrijn-Westfalen, gelegen in de Kreis Warendorf. De gemeente telt 15.540 inwoners (31 december 2020) op een oppervlakte van 106,42 km². De gemeente beschouwt zichzelf als stad.

## Stadsindeling

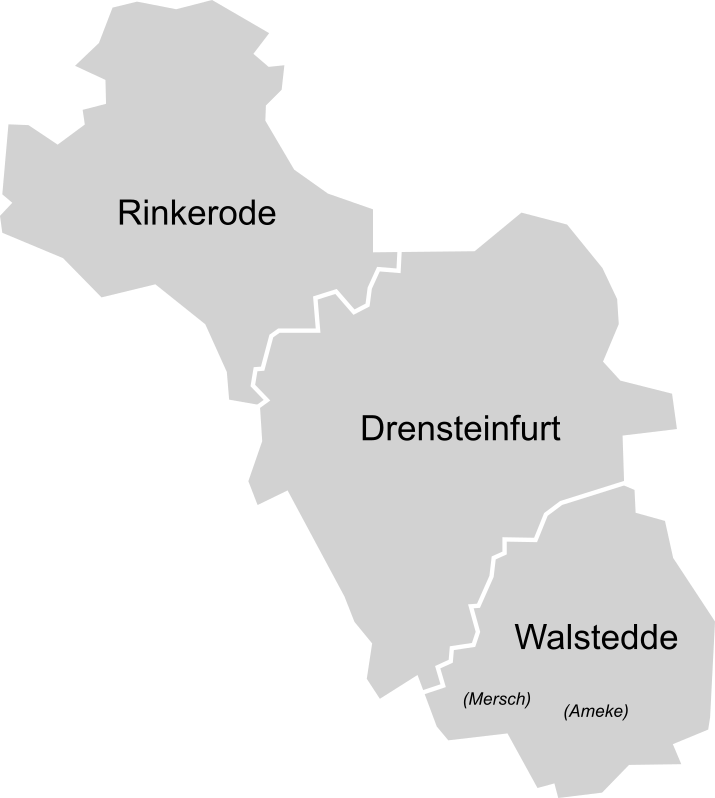
Ortsteile van Drensteinfurt

Belangrijkste delen van de gemeente, die per 1 januari 2020 16.003 inwoners telde, zijn
- Drensteinfurt zelf (per 1 januari: 9.276 inwoners)
- Walstedde (2.930 inwoners) inclusief:
  - Mersch, ten W van het dorp
  - Ameke, ten ZW van het dorp
- Rinkerode (3.797 inwoners). Onderverdeeld in:
  - Rinkerode-dorp
  - Altendorf, in feite een wijk aan de zuidkant van het dorp
  - Hemmer
  - Eickenbeck.

## Ligging, infrastructuur
Drensteinfurt ligt in het zuidoosten van het Münsterland, aan het (alleen voor de pleziervaart bevaarbare) riviertje de Werse.  Op circa 15 km in zuidwestelijke richting begint bij Hamm het Ruhrgebied.

### Buurgemeentes
- In het noordoosten: Sendenhorst (9 km)
- In het noorden: Albersloh, gemeente Sendenhorst (8 km)
- In het oosten: Ahlen, 12-14 km; genoemde drie gemeentes liggen alle in de Kreis Warendorf
- In het zuiden: Hamm, 17 km, en wel de stadsdelen Heessen en Bockum-Hövel van die stad
- In het westen: Ascheberg, 9½ km, behorende tot de Kreis Coesfeld
- In het noord-noordwesten: Münster: stadsdelen Angelmodde en Hiltrup 13, respectievelijk 15 km; de afstand van Drensteinfurt naar de Dom van Münster is circa 23 km.

### Wegverkeer
Drensteinfurt wordt voor het wegverkeer ontsloten door:
- de Bundesstraße 58 in west-oost-richting (Haltern am See- Ascheberg- Drensteinfurt- Ahlen)
- de Bundesstraße 54 in noord-zuid-richting (Münster- Rinkerode- Lünen -Dortmund)
- de Bundesstraße 63 vanuit Drensteinfurt  zuidwaarts naar Hamm en Werl.

Wie vanuit Drensteinfurt over de B58 acht km westwaarts rijdt, bereikt kort voor Ascheberg afrit 79 van de Autobahn A1 Bremen - Münster - Ruhrgebied. Dit is de dichtstbij gelegen aansluiting op een Autobahn.

### Openbaar vervoer

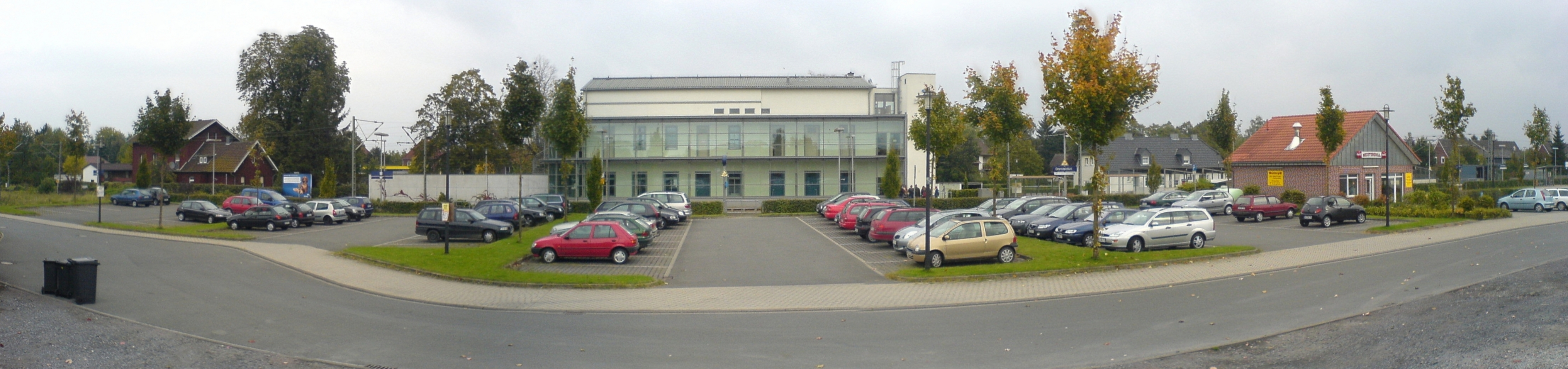
Station Drensteinfurt
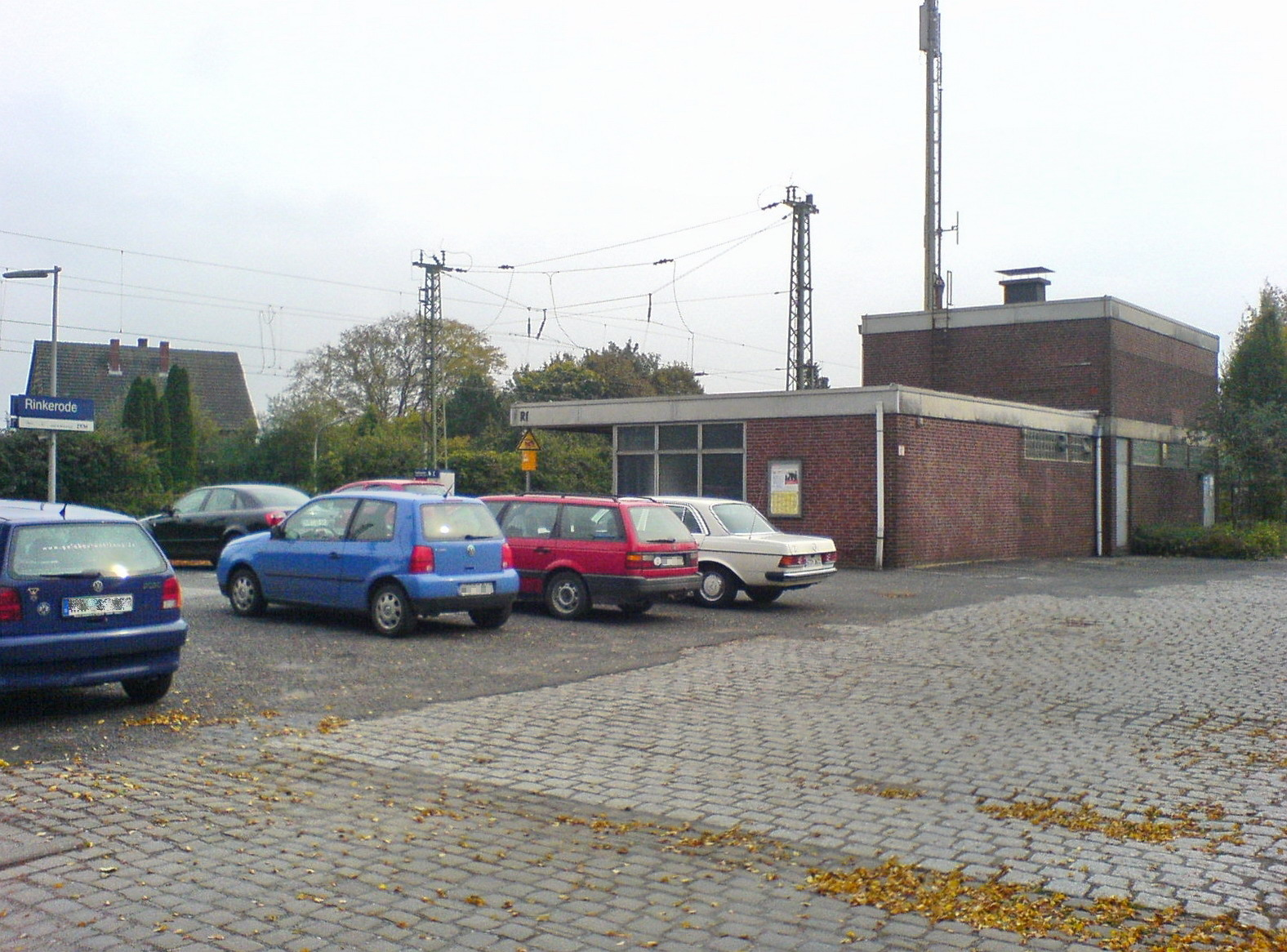
Station Rinkerode

Aan de spoorlijn Hamm-Münster hebben Drensteinfurt en Rinkerode stations. Ook het gehucht Mersch, 4 km ten zuiden van de stad, heeft dicht bij Kasteel Venne een spoorweghalte aan deze lijn.
Met oosterbuur Ahlen bestaat een frequente busverbinding via Walstedde.  Dat het openbaar vervoer in deze streek niet ideaal is, blijkt uit het feit, dat wie van Drensteinfurt naar het 9½ km westelijker Ascheberg moet reizen, een omweg van 30 km via Münster Hauptbahnhof moet maken. Veel inwoners van de gemeente maken daarom meer van de fiets of eigen auto dan van het openbaar vervoer gebruik.

## Economie
Drensteinfurt bestaat van o.a. de landbouw (waaronder intensieve pluimveehouderij), het toerisme en divers midden- en kleinbedrijf, dat vooral op een groot bedrijventerrein ten zuiden van het stadscentrum is gevestigd. De grootste werkgeefster van Drensteinfurt is een bedrijf, dat gevogelte slacht en tot o.a. diepvrieskip verwerkt.
Walstedde heeft een klein, op jongeren en kinderen gericht, psychiatrisch ziekenhuis.
In de gemeente wonen betrekkelijk veel woonforensen, die een werkkring in grotere steden in de omtrek hebben.

## Geschiedenis
De naam van het stadje kan worden gelezen als:  in de streek Dreingau gelegen  stenen voorde (nl. in het riviertje de Werse). 
De in de vroege middeleeuwen ontstane Ackerbürger- en handelsnederzetting Drensteinfurt heeft, voor zover bekend, nimmer stadsrechten gekregen, maar was in de tweede helft van de 15e en de 16e eeuw omgracht en voorzien van een stenen stadsommuring met vier poorten. Deze stadsommuring bestaat niet meer, maar in het huidige stadsbeeld is door stenen randen de locatie van de muren en poorten zichtbaar gemaakt. Ook werden in de 16e en 17e eeuw in het stadje veel arbeiderswoninkjes (Gaden) gebouwd. 
In 1170 wordt Rinkerode voor het eerst in een document vermeld. Rond 1200 had de edelman Gerwin von Rinkerode de kastelen Haus Borg te Rinkerode en Haus Steinfurt in Drensteinfurt in bezit. In 1364 is voor het eerst melding van kasteel Haus Bisping, waar in 1606 bisschop Bernhard von Galen geboren werd.
Rond 1847 begon de Industriële Revolutie voor Drensteinfurt met de aansluiting op het spoorwegnet. Vanaf ca. 1876 tot na de Eerste Wereldoorlog kende Drensteinfurt welvaart, doordat, evenals in het naburige Ahlen, er een aantal mijnen van strontianiet waren. Dit product kon in die tijd voor hoge prijzen verkocht worden. Strontianiet is een stof die tussen plm. 1880 en 1900 in de suikerfabrieken gebruikt werd om tijdens de raffinage de melasse van de suiker te scheiden. Rond 1900 verdween de vraag naar strontianiet, omdat een ander, beter werkend procedé was ontdekt. Rond station Drensteinfurt konden in de strontianiet-tijd af en toe lange files ontstaan van paard-en-wagens, afkomstig uit dorpen met mijnen van dit mineraal in de wijde omgeving, waarvan de lading strontianiet werd overgeslagen in goederenwagons.
Ook in Drensteinfurt werden in de nazi-tijd de joden vervolgd en op één persoon na in de vernietigingskampen omgebracht. De eenvoudige voormalige synagoge in Drensteinfurt is als bezinningscentrum ingericht. De stad had in de Tweede Wereldoorlog enkele malen van geallieerde luchtbombardementen te lijden. Dat van 23 maart 1944 was het hevigste. Er vielen 60 burgerdoden en het grootste deel van het centrum, waaronder veel historische gebouwen, werd verwoest. Op 31 maart 1945 gaf de stad zich aan de geallieerden over.
Rond 1970 kwam Drensteinfurt meermalen in de nationale en zelfs internationale publiciteit, omdat er opvallende en grootscheepse plannen waren gemaakt, die echter geen van alle gerealiseerd werden:
- De deeltjesversneller CERN zou hier aanvankelijk worden gevestigd, maar kwam uiteindelijk, pas 20 jaar later, in 1989, te Genève te staan
- Een internationale luchthaven: deze kwam uiteindelijk in Greven
- Een internationaal autoracecircuit (de financiering kwam niet rond)
- Een kerncentrale.

Bij gemeentelijke herindelingen werden Walstedde in 1969 en Rinkerode in 1975 bij de gemeente Drensteinfurt gevoegd.

## Bezienswaardigheden

### Kastelen

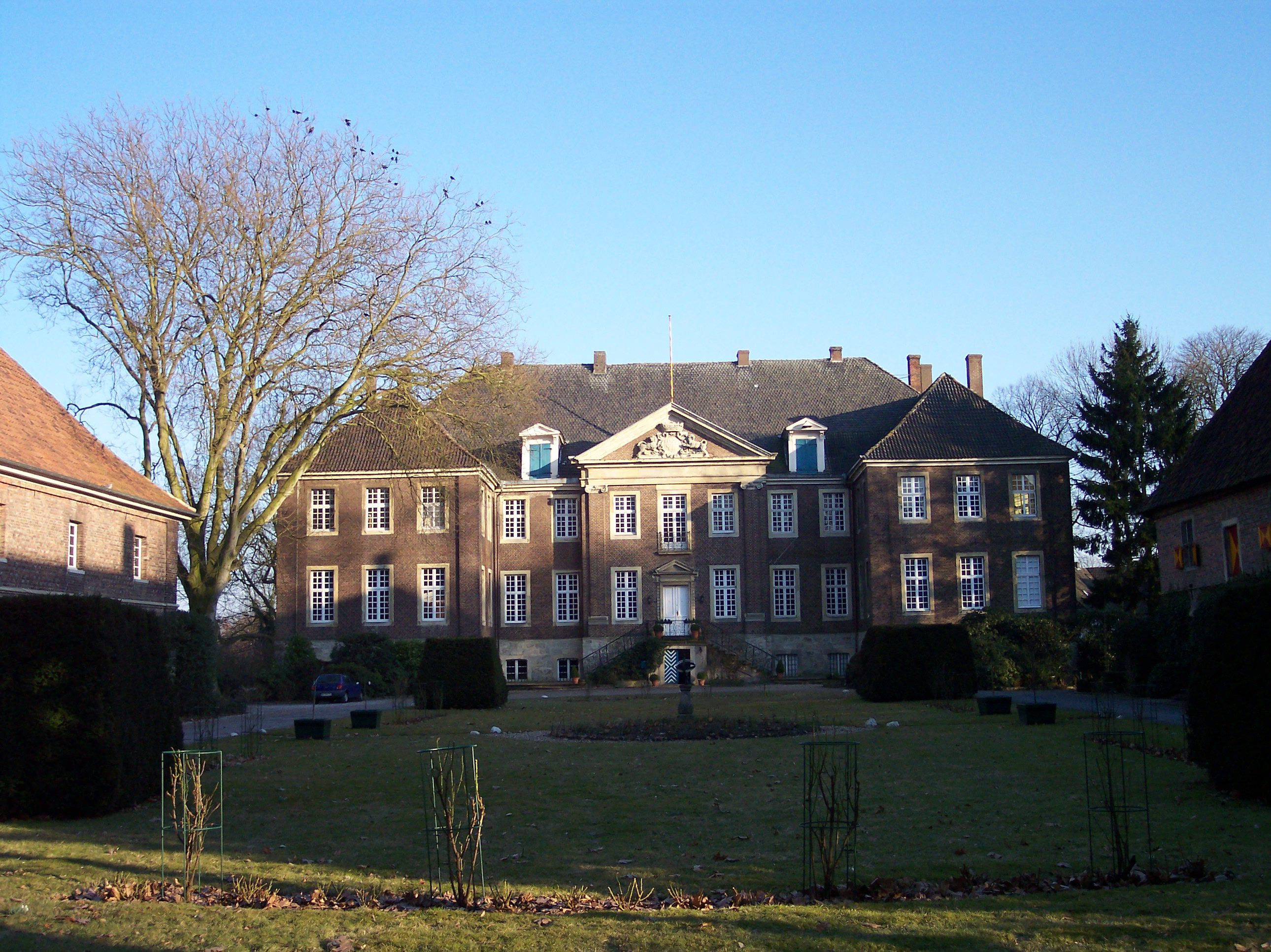
Kasteel Haus Steinfurt  te Drensteinfurt
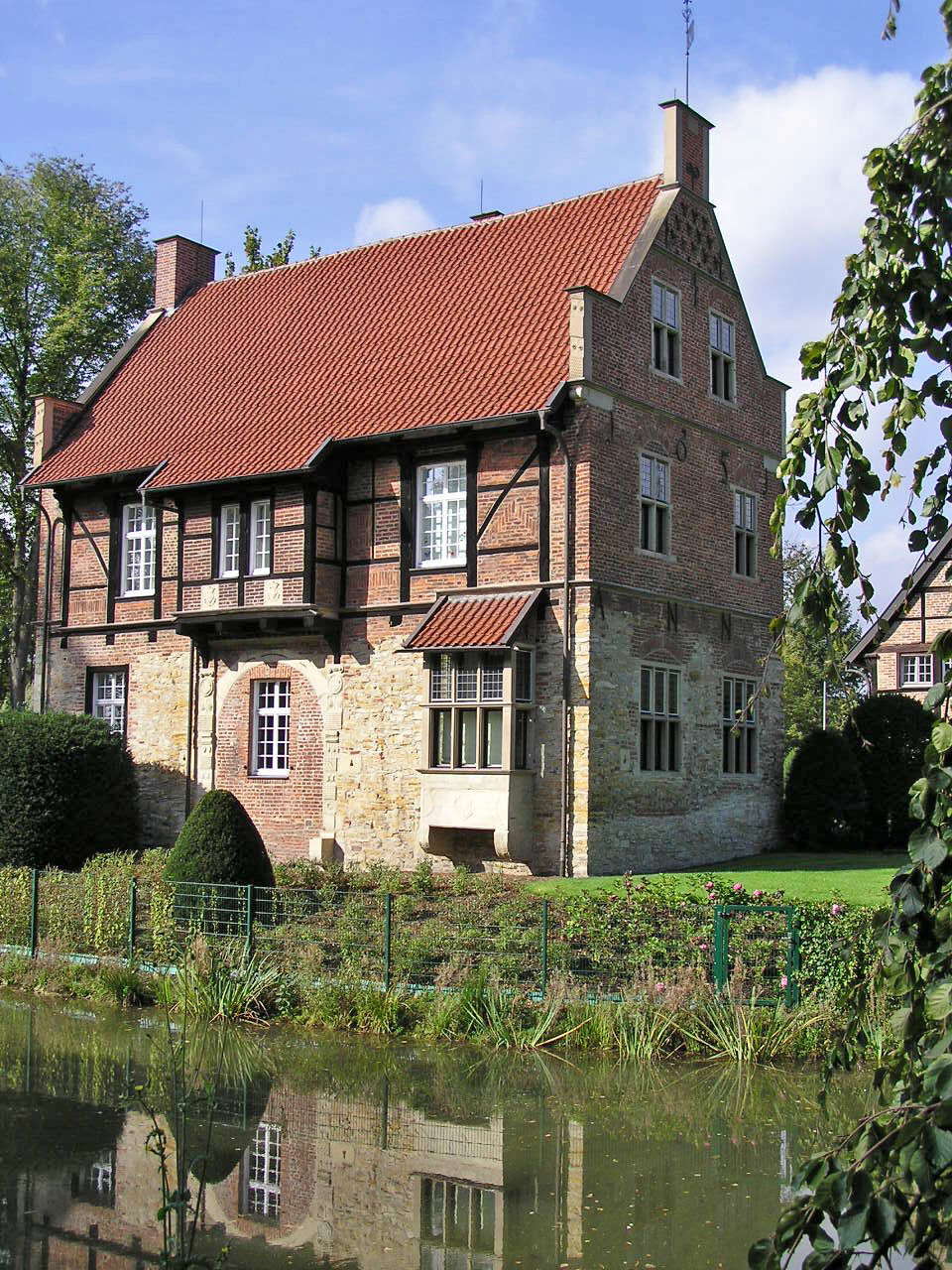
Poorthuis v.m. Haus Bisping
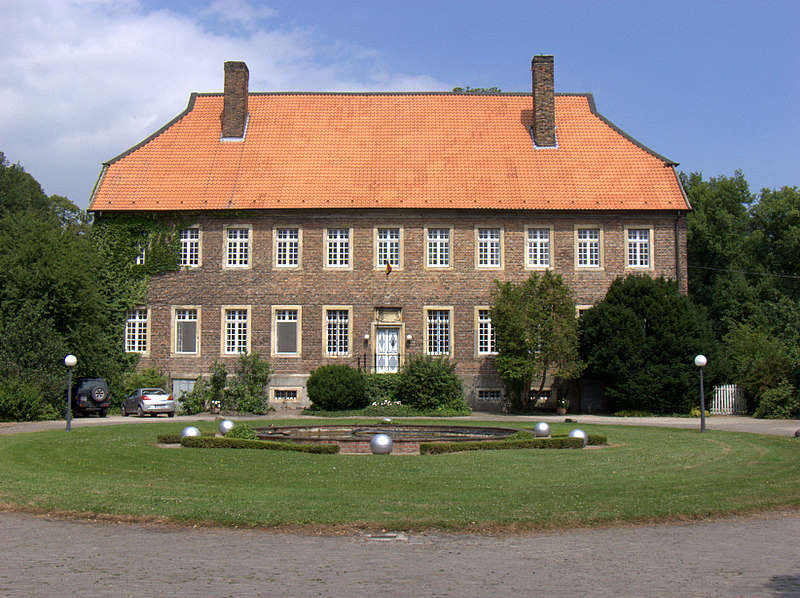
Kasteel Haus Venne
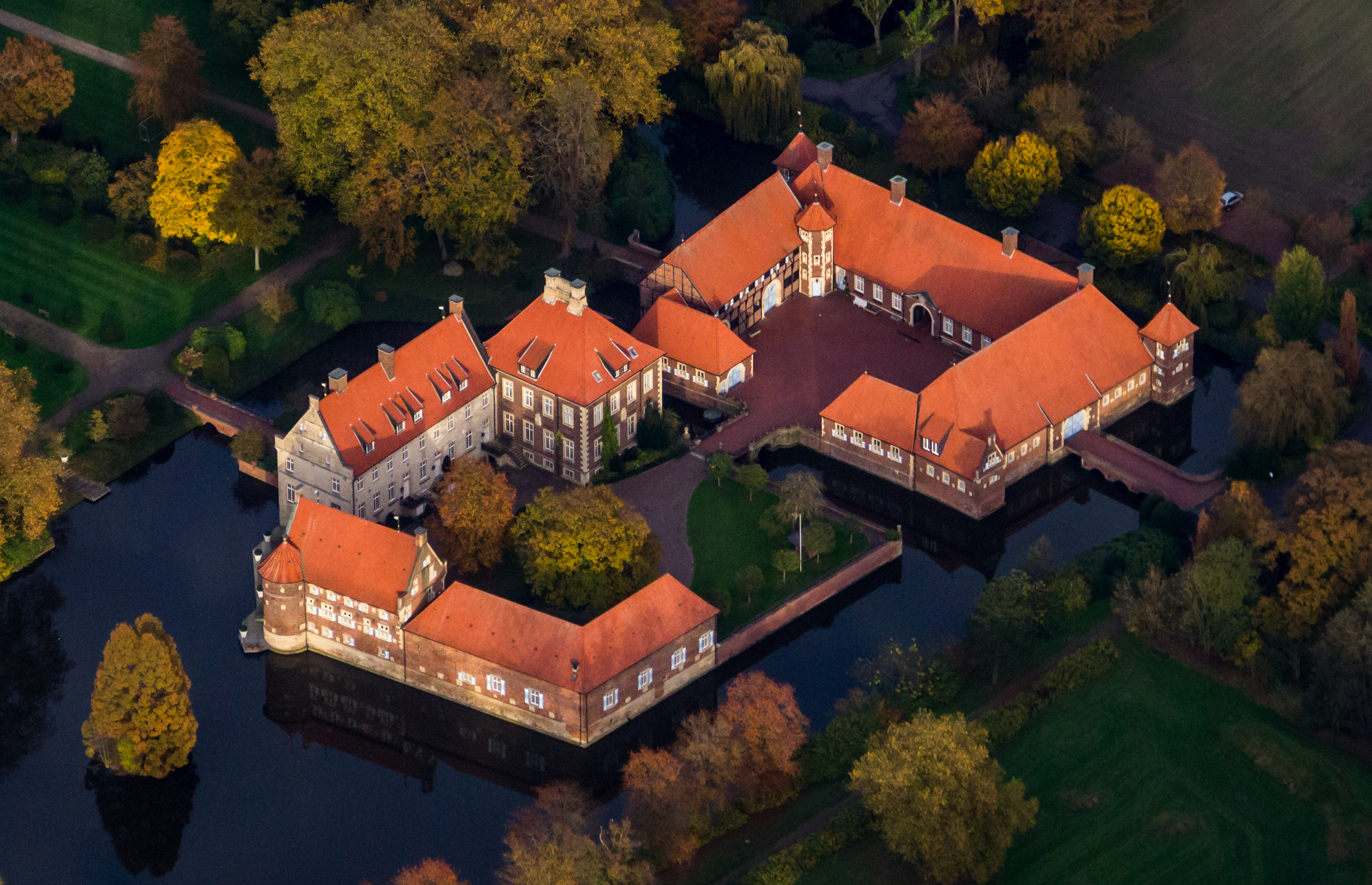
Kasteel Haus Borg, Rinkerode (1)
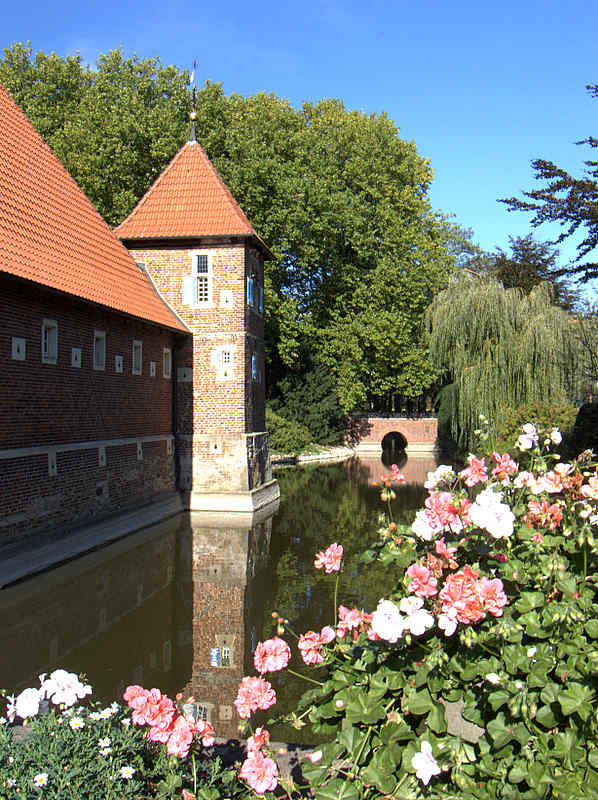
Haus Borg, Rinkerode (2)

- Kasteel Haus Steinfurt aan de rand van het centrum van Drensteinfurt (bouwjaar 1709; één der bijgebouwen dateert uit 1591). Het kasteel is particulier bewoond en derhalve niet voor bezichtiging opengesteld. Dit geldt ook voor de voormalige watermolen en de andere bijgebouwen.
- Kasteel Haus Venne, ten zuiden van de stad, op de gemeentegrens met Ascheberg, bouwjaar 1710. Niet voor bezichtiging geopend; wel kunnen inwoners van de omgeving er in het huwelijk treden. De bijgebouwen, waarvan er één is ontworpen door de beroemde architect Johann Conrad Schlaun, zijn als boerderij in gebruik.
- Kasteel Haus Borg, Rinkerode: de huidige gebouwen dateren uit 1719. Gottfried Laurenz Pictorius, (* 1663; † 17 januari 1729 in Münster), was de architect van dit kasteel. Het kasteel is particulier bewoond en derhalve niet voor bezichtiging opengesteld. In het kasteelpark vinden regelmatig evenementen van het lokale verenigingsleven plaats, zoals het jaarlijkse schuttersfeest.
- Van Haus Bisping, dicht bij Haus Borg gelegen,  is alleen het schilderachtige poortgebouw (bouwjaar 1651, thans particulier woonhuis) bewaard gebleven. Het is door een fraaie tuin omgeven.

### Overige
- De bossen de Davert en de Hohe Ward, alsmede de omliggende venen en moerassen, lenen zich voor afwisselende wandelingen. Door de gemeente Drensteinfurt aanbevolen wandelroute: /www.wanderwege-nrw.de/wandern-in-nrw/muensterland/. De bekende Hiltruper See ligt ook in dit gebied, juist over de grens met de stad Münster.
- Drensteinfurt ligt aan enkele toeristische langeafstands-fietsroutes, waaronder de 100 Schlösser Route, die ook langs bovengenoemde kastelen loopt.
- Enige schilderachtige, oude huizen in het centrum van Drensteinfurt, waaronder Alte Post, hebben de Tweede Wereldoorlog en een rigoureuze stadssanering in de jaren 1960 doorstaan. Gebouw Alte Post is als dependance van het gemeentehuis en als expositie-, concert- en vergaderzaal in gebruik voor o.a. het lokale verenigingsleven.
- Drensteinfurt bezit nog enkele monumentale villa's, die aan het eind van de 19e eeuw in jugendstil-architectuur zijn gebouwd. Opdrachtgevers en eigenaars waren de eigenaren van de strontianietmijnen, die van de opbrengst van deze delfstof zeer vermogend werden. Het best bewaarde van deze huizen is Villa Schmidt (thans arbeidsbureau).
- De St. Pancratiuskerk te Rinkerode (bouwjaar huidig kerkgebouw: 1724) , evenals Haus Borg door Pictorius ontworpen, heeft een bezienswaardig interieur, waaronder een altaarstuk, dat de Hemelvaart van Christus uitbeeldt. Een van de kerkklokken werd in 1495 door Geert van Wou gegoten. Diens leerling Wolter Westerhues is hoogstwaarschijnlijk in Rinkerode geboren.
- Rinkerode bezit in een voormalige achtkanter-molen, waarop geen wieken en kap meer aanwezig zijn,  nog een bescheiden Molen- en Techniekmuseum.

## Belangrijke personen met betrekking tot de gemeente
- Wolter Westerhues (ca. 1470 - 1548), geschut- en klokkengieter, hoogstwaarschijnlijk in Rinkerode geboren
- In Rinkerode werd op 12 oktober 1606 de latere bisschop Bernhard von Galen geboren, in Nederland bekend als 'Bommen Berend'.
- Johannes Brockmann (Paderborn, 17 juli 1888 - Rinkerode, gem. Drensteinfurt, 14 december 1975), Duits christendemocratisch politicus

## Partnergemeente
- Ingré, Frankrijk, sedert 2019

## Afbeeldingen

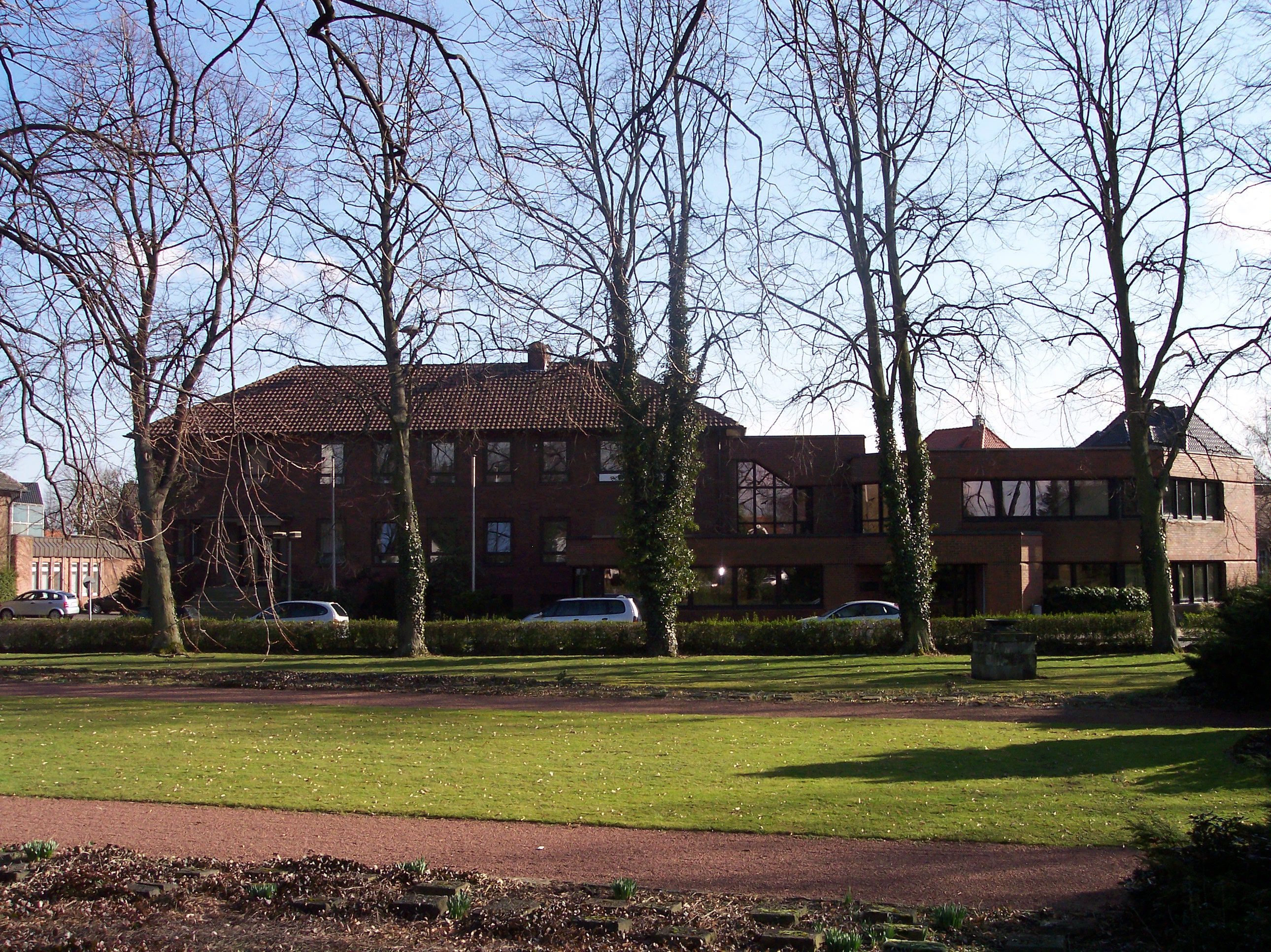
Gemeentehuis
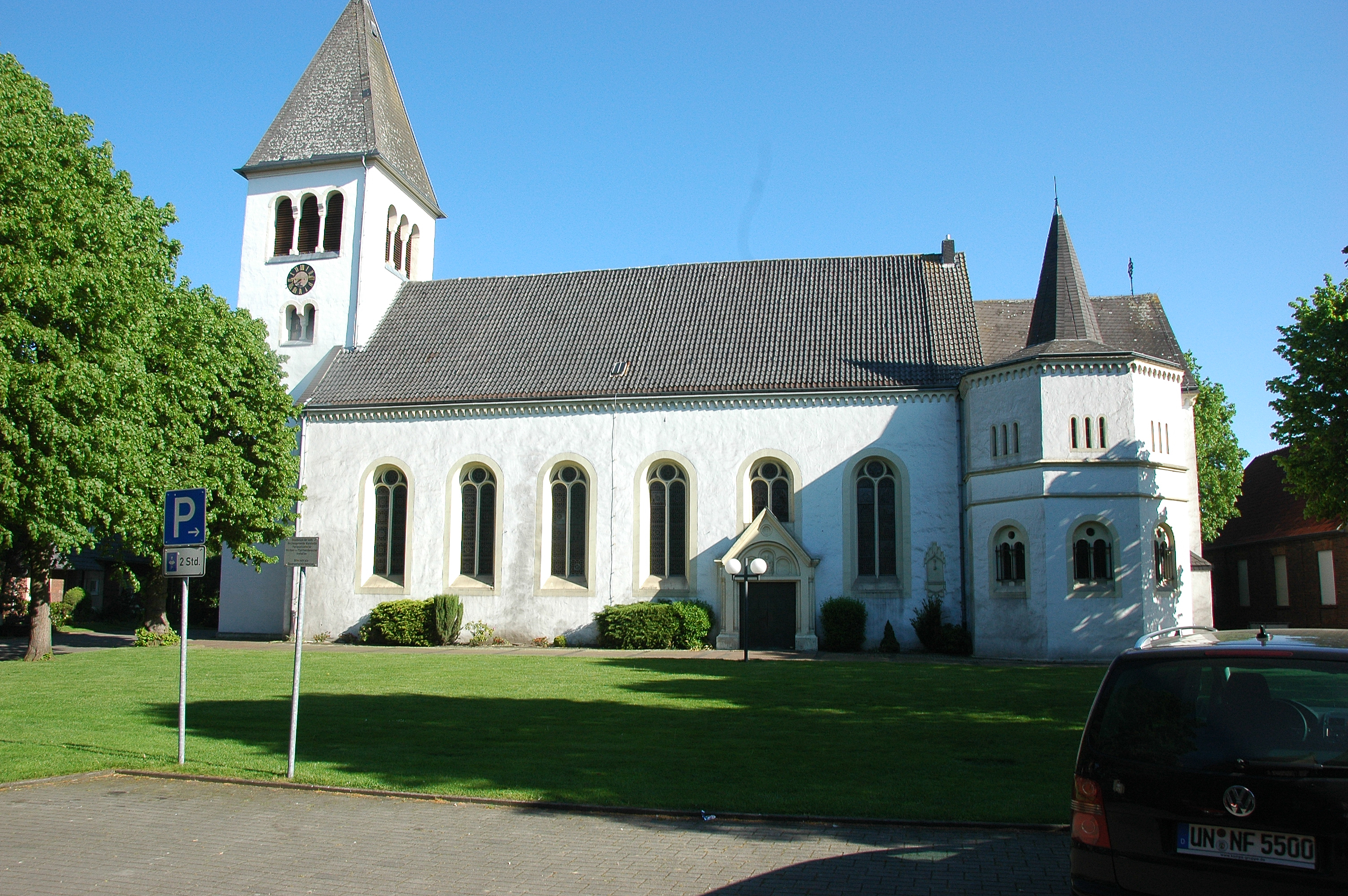
Walstedde, St. Lambertuskerk
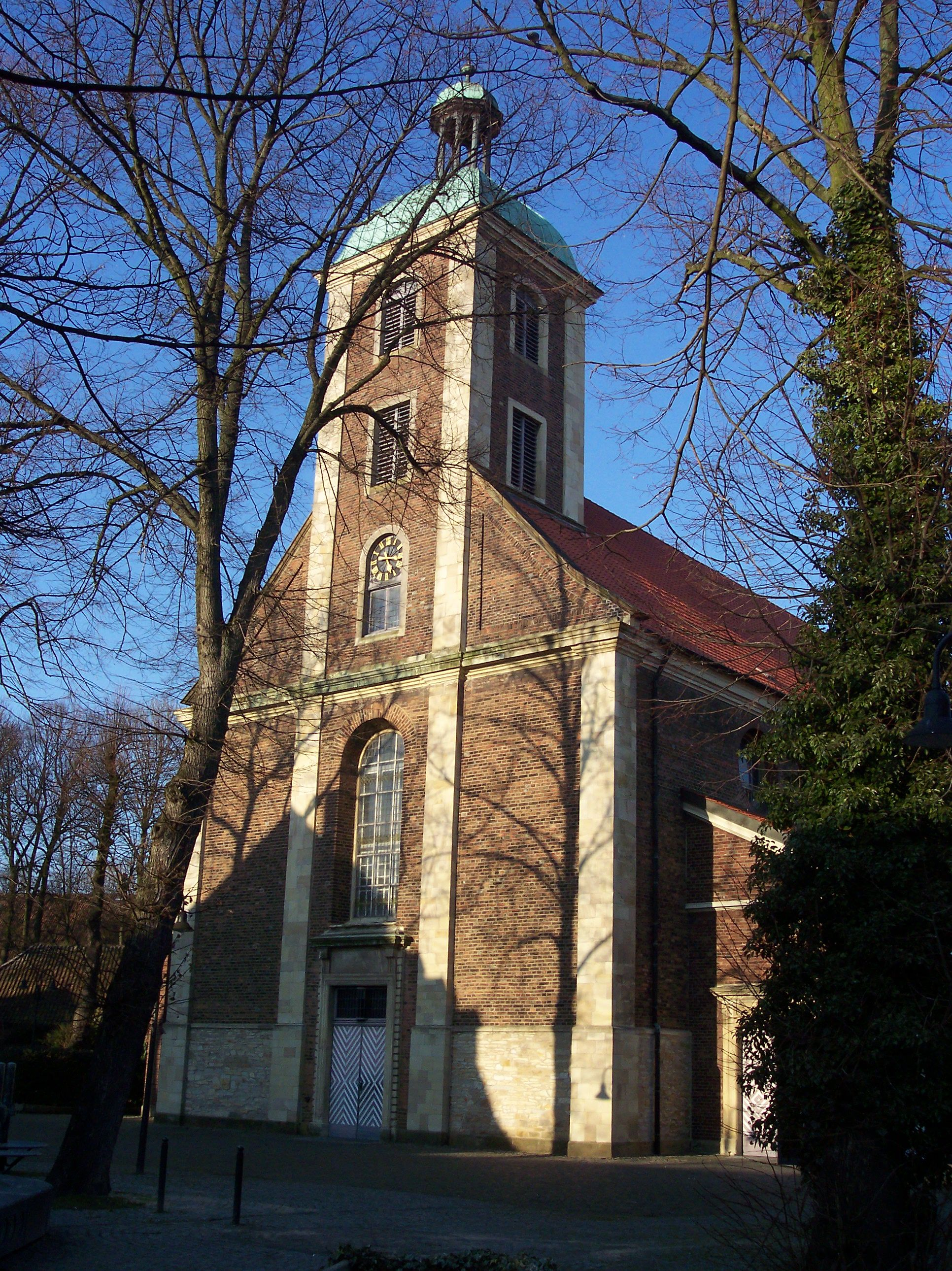
St. Reginakerk, Drensteinfurt
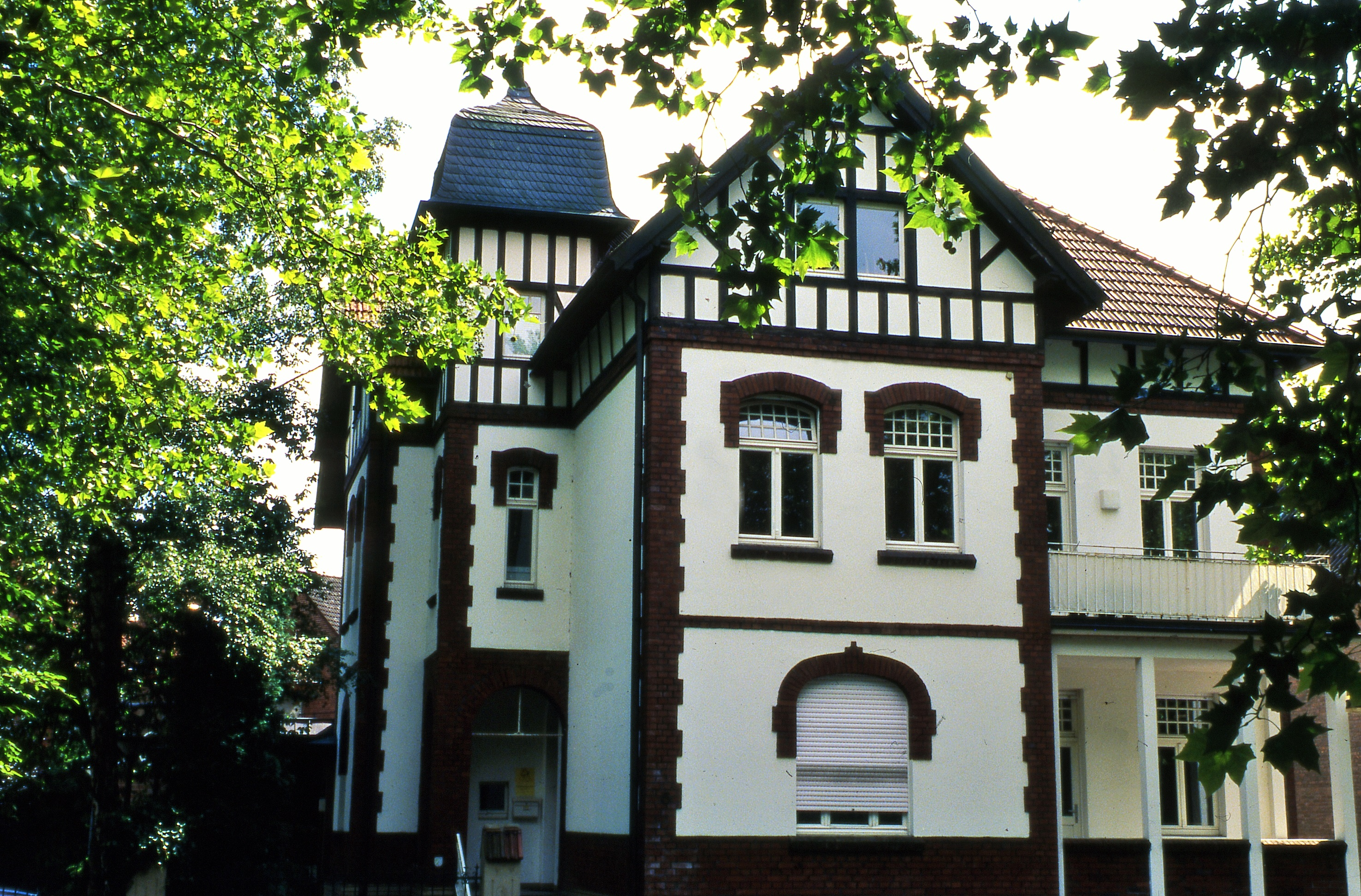
Villa Schmidt
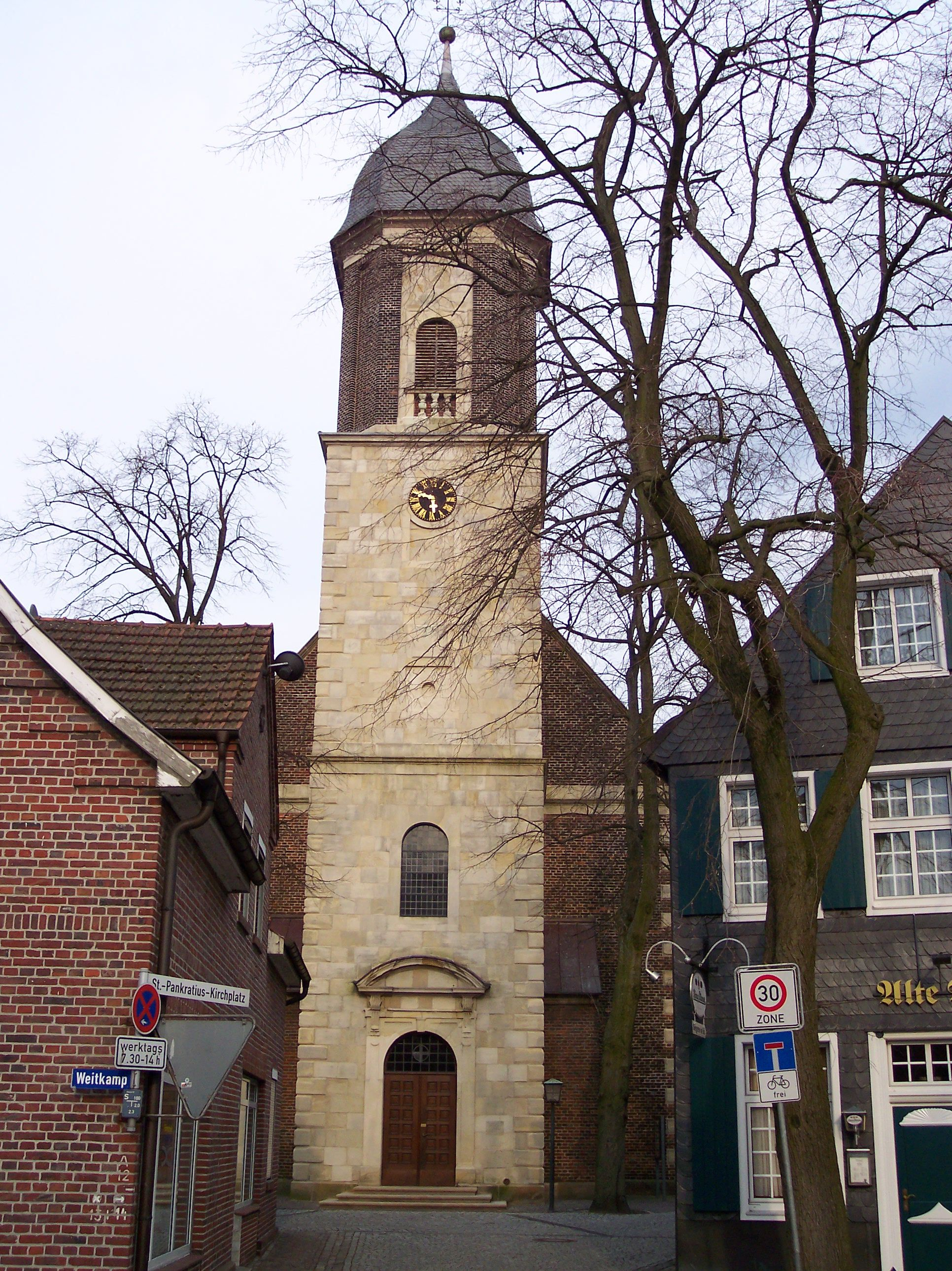
St. Pancratiuskerk, Rinkerode
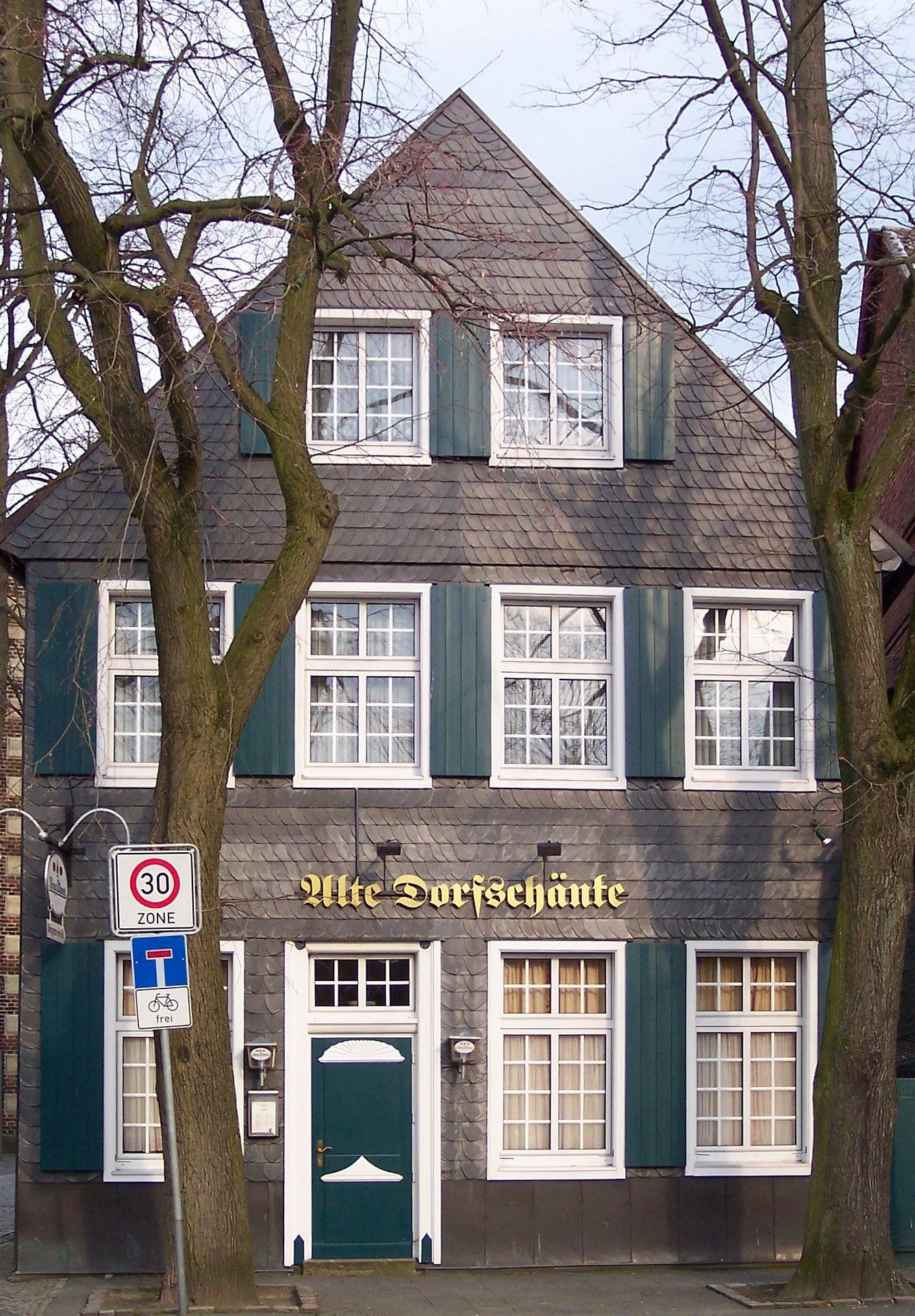
Dorpscafé Rinkerode
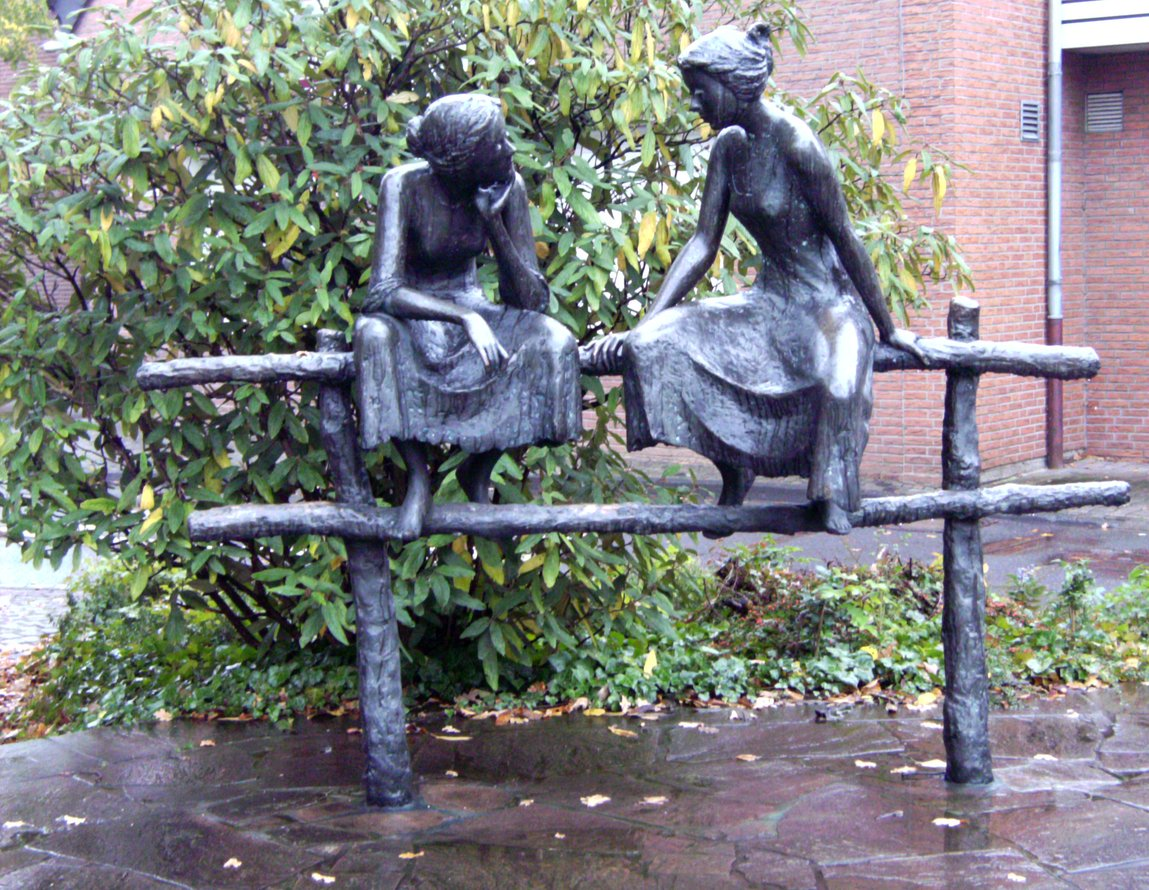
Sculptuur (Jürgen Ebert, 1987)[6] in het centrum van Rinkerode

Ahlen · Beckum · Beelen · Drensteinfurt · Ennigerloh · Everswinkel · Oelde · Ostbevern · Sassenberg · Sendenhorst · Telgte · Wadersloh · Warendorf